# Don’t Panic! We’re From Poland
Don’t Panic! We’re From Poland – drugi album zespołu Tymon & The Transistors, wydany przez Biodro Records w 2007 roku.

## Spis utworów
1. "Nuda, starzy, pies i ja" – 3:04
2. "Nikt nie ma domu" – 1:32
3. "Morze, plaża, słońce" – 3:04
4. "The Music" – 3:39
5. "Don’t Panic! We’re From Poland" – 2:46
6. "Pan Cegiełło" – 3:11
7. "Afryka" – 3:48
8. "Kim jesteś?" – 2:47
9. "Oleckie lato" – 3:17
10. "Free Yo’ Robots" – 3:08
11. "Keep On Crawling" – 3:51
12. "Ty i ja" – 3:41
13. "The Dharma" – 2:39
14. "Dream On" – 2:01